# Privilegium de non appellando
All'interno del Sacro Romano Impero, il privilegium de non appellando (privilegio di non fare appello) era un privilegio che poteva essere concesso dall'imperatore ad uno stato imperiale.
Il privilegio stesso poteva essere limitato (limitatum) o illimitato (illimitatum). Se limitato, i sudditi di uno stato imperiale avevano il diritto di ricorrere in appello da parte dei tribunali territoriali alle corti supreme imperiali, al Tribunale della Camera imperiale (Reichskammergericht) o al Consiglio aulico imperiale (Reichshofrat). Quando il diritto era illimitato, trasformava di fatto il più alto tribunale territoriale in un tribunale di ultima istanza.
Il privilegio era molto apprezzato dagli stati imperiali, sia perché dava prestigio sia perché favoriva l'integrazione della loro amministrazione tagliando la loro magistratura dal resto dell'impero. Tra il XVI e il XVIII secolo, praticamente tutti gli stati più grandi ricevettero il privilegio. Quasi tutte le terre degli Asburgo avevano il privilegio.
Anche il privilegio illimitato non era, in realtà, assoluto: esso non si applicava quando un soggetto non faceva ricorso ai tribunali territoriali (rifiuto della giustizia, Rechtsverweigerung) o quando un sovrano si rifiutava di attuare una decisione giudiziaria (ritardo della giustizia, Rechtsverzögerung). In tali casi il soggetto potrebbe rivolgersi a un tribunale imperiale.